# Solo (Musik)

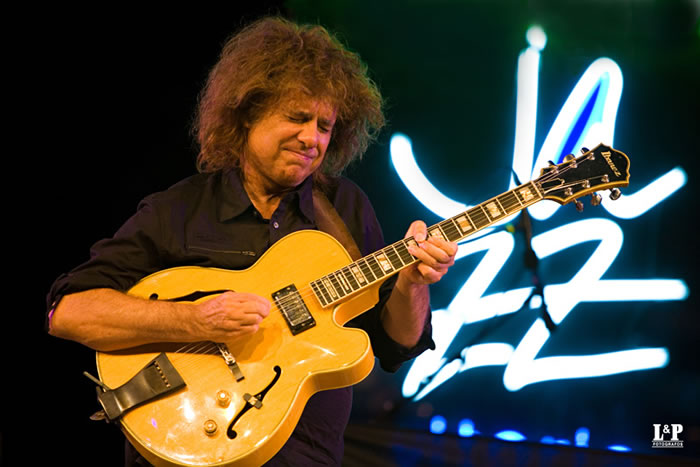
Pat Metheny (2011)

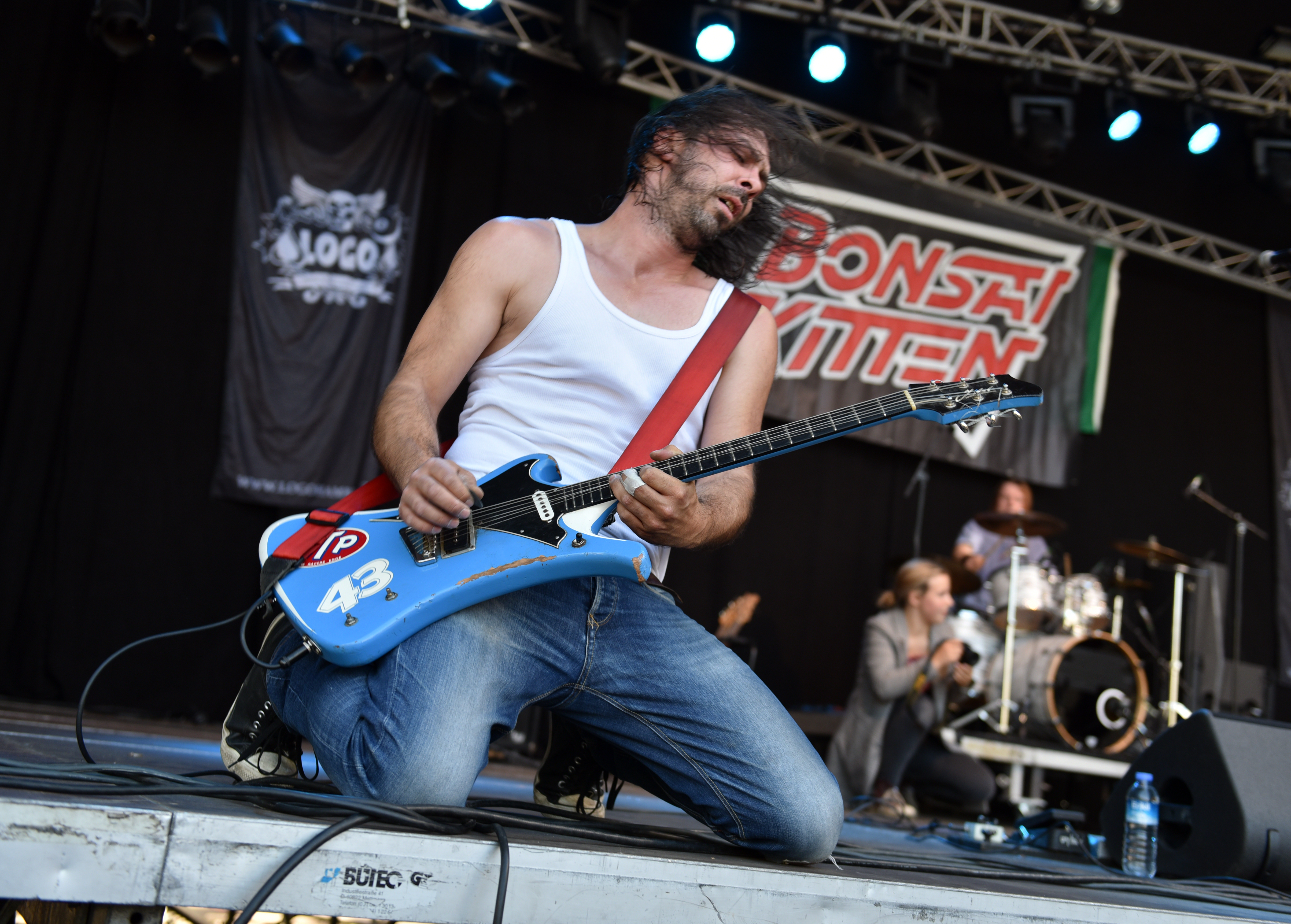
Gitarrensolo auf einem Rockkonzert

Die Bezeichnungen Solo bzw. solo (it. solo: „allein“; Pl. Soli) haben in der Musik mehrere Bedeutungen.
Als Besetzungsangabe bezeichnet es zum einen ein Solostück, das durch ein Instrument oder eine Gesangsstimme allein ausgeführt wird. Da es ein umfangreiches Repertoire an solchen Werken gibt, insbesondere für das Klavier, in geringerem Maße auch für Violine, Flöte, Violoncello und andere, wird sie oft von der Kammermusik für zwei und mehr Spieler abgegrenzt.
Zum anderen bezeichnet es Musik für einen oder mehrere Solisten und Begleitung durch ein Orchester, Basso continuo oder andere Besetzungen. Ist das gesamte Werk für Solist und Begleitung angelegt, handelt es sich um ein Instrumentalkonzert.
Mit Solo kann auch eine Passage innerhalb eines Musikstückes gemeint sein, bei dem ein Solist oder auch mehrere Solisten eine anspruchsvolle Partie zu bewältigen haben, bei der sie auch als Individuum ausdrucksvoll hervortreten und sich musikalisch und akustisch von der Begleitung absetzen.
Im klassischen Orchester steht solo im Gegensatz zum tutti, insbesondere bei den Streichinstrumenten, die sonst innerhalb von Gruppen dieselbe Stimme spielen. Im barocken Concerto Grosso beruht die musikalische Form auf dem Wechselspiel zwischen Tutti- und Solopassagen. Hierbei bedeutet solo eine Gruppe von Solisten, die je eigenen Stimme ausführen.
In der Musik hauptsächlich des 19. und 20. Jahrhunderts kann die Anweisung solo auch bei solistisch besetzten Ensembles erscheinen, etwa ein Bläserquintett. Dort macht sie Musiker auf eine besonders exponierte Passage aufmerksam und verlangt ein Hervortreten der Stimme.
Im Jazz haben Soli zentrale Bedeutung. Auch die kurzen Fills und die etwas umfangreicheren, die Grenzen zwischen Formteilen markierenden Breaks sind solistische Aktivitäten; von einem „Solo“ ist aber typischerweise die Rede, wenn ein ganzer Formteil oder das ganze Stück solistisch geprägt ist. Ein Solo im Jazz wird oft improvisiert.
Bekannte Gitarrensoli der Rockmusik stammen von Pink Floyd in Comfortably Numb, Led Zeppelin in Stairway to Heaven, Genesis in Firth of Fifth, den Eagles in Hotel California oder Guns N’ Roses in November Rain, während im Metal die bekanntesten Soli von Metallica in Master of Puppets, Judas Priest in Painkiller oder Iron Maiden in Powerslave stammen.
Rock-Gitarristen wie Eric Clapton in seiner Zeit bei Cream oder Ritchie Blackmore bei Deep Purple haben Live auch improvisiert und nicht nur ihre Studio-Soli reproduziert.